# Jiří Rusnok
Jiří Rusnok (ur. 16 października 1960 w Ostrawie) – czeski ekonomista i polityk, były minister finansów oraz minister przemysłu i handlu. Premier Republiki Czeskiej w latach 2013–2014, prezes Narodowego Banku Czeskiego w latach 2016–2022.

## Życiorys
W 1984 ukończył studia inżynierskie w Wyższej Szkole Ekonomicznej w Pradze. Został zatrudniony jako referent w państwowej komisji planowania. Był kandydatem na członka Komunistycznej Partii Czechosłowacji. Po przemianach politycznych z 1989 był zatrudniony w administracji rządowej, następnie prowadził własną działalność gospodarczą, a także pracował w Czesko-Morawskiej Konfederacji Związków Zawodowych.
W latach 1998–2010 należał do Czeskiej Partii Socjaldemokratycznej. Również w 1998 powrócił do administracji rządowej, obejmując stanowisko wiceministra pracy i polityki socjalnej. Od 13 kwietnia 2001 do 15 lipca 2002 sprawował urząd ministra finansów w rządzie Miloša Zemana. W wyborach w 2002 z ramienia socjaldemokratów w kraju hradeckim został wybrany do Izby Poselskiej. 15 lipca 2002 objął stanowisko ministra przemysłu i handlu w rządzie Vladimíra Špidli, odwołano go 19 marca 2003. W tym samym roku złożył mandat deputowanego.
Przeszedł do biznesu, był przedstawicielem i doradcą ING w Czechach, pełnił funkcję wiceprezesa (2004–2005) i prezesa (2005–2012) towarzystwa funduszy emerytalnych. Współpracował nadal z Milošem Zemanem, gdy ten objął urząd prezydenta, dołączył do jego kancelarii jako doradca ds. gospodarczych.
Gdy na skutek afery korupcyjnej do dymisji podał się stojący na czele centroprawicowego gabinetu Petr Nečas, prezydent 25 czerwca 2013 powołał Jiříego Rusnoka na urząd premiera, co zostało skrytykowane przez rządzące ugrupowania parlamentarne. 10 lipca jego techniczny gabinet został zaprzysiężony przez prezydenta. 7 sierpnia Izba Poselska nie udzieliła jego gabinetowi wotum zaufania, co doprowadziło do rozpisania przedterminowych wyborów parlamentarnych. Gabinet Jiříego Rusnoka funkcjonował do 29 stycznia 2014.
W maju 2016 powołany na prezesa Narodowego Banku Czeskiego (z kadencją od lipca 2016 do czerwca 2022).